# Heinrich Friedrich von Storch
Heinrich Friedrich von Storch (russisk: Андрей Карлович Шторх (Генрих Фридрих фон Шторх) tr. Andrej Karlovitj Sjtorkh (Genrikh Fridrikh fon Sjtorkh) ; født 18. februar 1766 i Riga, død 1. november 1835 i Sankt Petersburg) var en  tysk-russisk statsmand og nationaløkonom. 
Storch var længe knyttet til det russiske hof og fik blandt andet af Alexander I det hverv at undervise hans sønner i økonomiske videnskaber. Heraf opstod Storchs Cours d'Économie politique (6 bind, Sankt Petersburg 1815), suppleret med Considérations sur la nature du revenu national (1825). Storch følger de franske og engelske økonomer, Jean-Baptiste Say, Jean-Charles-Léonard Simonde de Sismondi, Anne Robert Jacques Turgot og Jeremy Bentham, men navnlig Adam Smith, har for øvrigt mange originale tankerækker og giver en hel del værdifulde økonomisk-historiske oplysninger om særlig russiske forhold, for eksempel livegenskabet. Sammen med Christian von Schlözer (1774—1831) er Storch grundlægger af den økonomiske videnskab i Rusland.